# Tunnel di Sarajevo

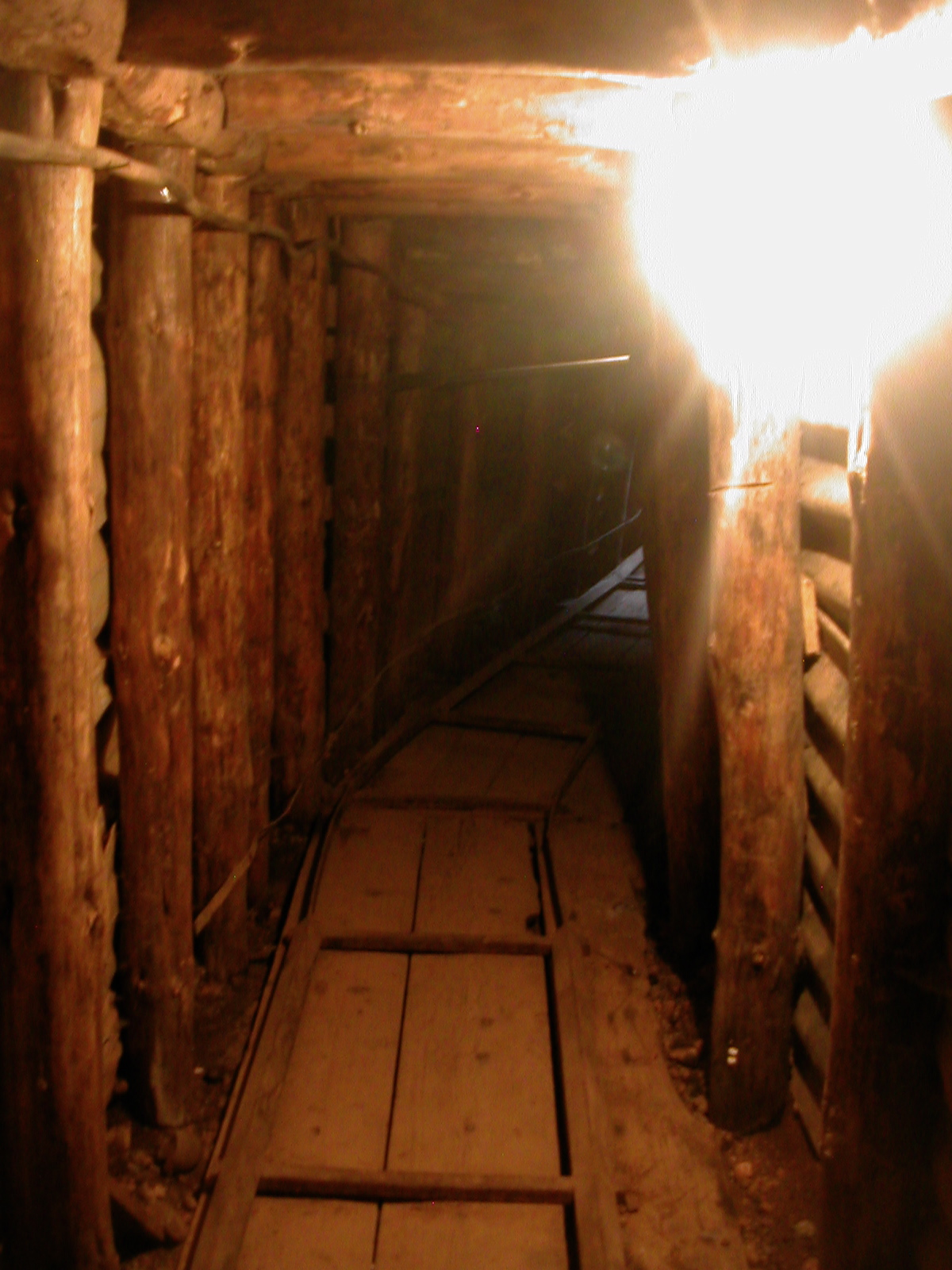
Tunnel di Sarajevo

Durante l'assedio di Sarajevo, nella guerra di Bosnia Erzegovina (1992–1995), fu costruito dagli assediati bosniaci il tunnel di Sarajevo, con lo scopo di collegare la città di Sarajevo, che era stata interamente isolata e circondata dalle forze serbe, con un'altra e molto più estesa parte del territorio bosniaco, passando al disotto dell'area neutrale dell'aeroporto istituita dalle Nazioni Unite.
A partire dal gennaio 1993, fu scavato il tunnel di Sarajevo da parte di volontari bosniaci che lavoravano a turni di 8 ore. La galleria fu completata a metà del 1993, il che permise alle riserve alimentari e agli aiuti umanitari vie per oltrepassare l'embargo internazionale di armi e per fornire ai combattenti nella città le armi necessarie. In effetti, si è spesso detto che il tunnel abbia salvato Sarajevo.
Il tunnel era alto 1,60 m con larghezza media di circa 0,80 m, e si estendeva per circa 800 metri di lunghezza.
La galleria fu utilizzata per trasportare anche l'ex presidente bosniaco Alija Izetbegović sulla sua sedia a rotelle. I 20 metri del tunnel che sono stati conservati fino ad oggi sono parte di un museo, aperto ai visitatori.